# Periclimenes akiensis
Periclimenes akiensis är en kräftdjursart som beskrevs av Kubo 1936. Periclimenes akiensis ingår i släktet Periclimenes och familjen Palaemonidae. Inga underarter finns listade i Catalogue of Life.